# Guy Marie Conforti
Guy Marie Conforti (en italien Guido Maria Conforti), Casalora di Ravadese, 30 mars 1865 - Parme, 5 novembre 1931, est un évêque fondateur de la pieuse Société de saint François Xavier pour les missions étrangères et reconnu saint par l'Église catholique. Sa fête est le 5 novembre. 

## Biographie
Guido Maria Conforti né à Casalora di Ravadese, frazione de la ville de Parme est le huitième enfant d'une famille de dix enfants. Son père était un riche agriculteur. Entre 1872 et 1876, il fréquente l'école primaire de Parme qui était dirigée par des prêtres catholiques. C'est durant cette période que commence sa dévotion à la croix.
Après l'école primaire, il entre au séminaire. À l'âge de 14 ans, il lit la biographie de saint François Xavier. En 1888, à l'âge de 23 ans, il est ordonné prêtre, à Parme. Après son ordination, il devient le vice-recteur du séminaire et chanoine à la cathédrale de Parme. Il se fait des amis parmi les jésuites et les salésiens pendant qu'il est jeune prêtre.
En 1895, il devient vicaire général du diocèse de Parme. Il fonde alors un séminaire pour les missions. Le 3 décembre 1895, jour de St François-Xavier, il fonde avec dix-sept séminaristes la Pia Societas Sancti Francisci Xaverii pro Exteris Missionibus (Société Pieuse Saint François Xavier pour les missions extérieures).
En 1902, il est nommé évêque de Ravenne puis évêque titulaire de Stauropolis (de) en 1906. En 1907, il devint l'évêque de Parme. Sa spiritualité exerce une influence bénéfique sur ses fidèles. À partir de 1912, il devient vicaire apostolique en Chine. 
Il prit des positions pacifistes pendant la Première Guerre mondiale.
En 1921, le préfet de la Congrégation pour la doctrine de la foi le nomme supérieur général de la Congrégation Saint François Xavier pour les missions extérieures. De septembre à décembre 1928, il part en mission en Chine. Guy Marie Conforti meurt à Parme le 5 novembre 1931.

## Canonisation

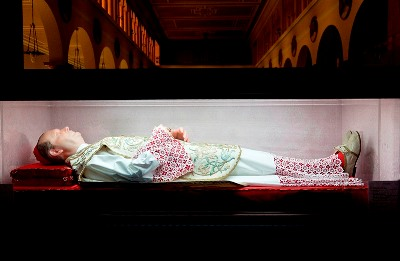
Châsse chez les xavériens de Parme.

Béatifié par le pape Jean-Paul II le 17 mars 1996, il est ensuite canonisé par le pape Benoît XVI le 23 octobre 2011. Il est fêté le 5 novembre. 